# Turbo Lover
Turbo Lover è una canzone dei Judas Priest, estratta come primo singolo dall'album Turbo nel 1986. Ha raggiunto la posizione numero 42 della Mainstream Rock Songs negli Stati Uniti e la numero 50 della classifica dei singoli in Canada.
Si tratta di una delle prime canzoni in cui la band ha sperimentato l'utilizzo di guitar synth. Sono presenti tuttavia due assoli di chitarra eseguiti da K. K. Downing e Glenn Tipton.
Il video musicale della canzone è stato diretto da Wayne Isham e fa uso di alcuni scheletri animati in stop motion.

## Tracce
7"
1. Turbo Lover – 5:33
2. Hot for Love – 4:11

12"
1. Turbo Lover – 5:33
2. Hot for Love – 4:11
3. Reckless – 4:17